# Flughafen Imperatriz

i8
i11
i13
Der Flughafen Imperatriz (portugiesisch Aeroporto de Imperatriz - Prefeito Renato Moreira, IATA-Code: IMP, ICAO-Code: SBIZ) ist ein öffentlicher Flughafen auf 131 m Seehöhe, 5 km von Imperatriz, Maranhão, Brasilien entfernt. Die Fläche des Flughafens beträgt 291 ha. Er hat eine Asphaltpiste mit 1798 m Länge und 45 m Breite.

## Geschichte
Ende der 1930er Jahre wurde die Stadt Imperatriz durch regelmäßige Lufttransporte durch Wasserflugzeuge der Condor Union angeflogen, die von 1939 bis 1945 den Fluss Tocantins nutzten.
Im März 1955 nahm die Fluggesellschaft Cruzeiro den Betrieb am Flughafen mit DC-3-Flugzeugen auf.
Bis Dezember 1967 wurde der Flughafen regelmäßig von Real – Aerovias Brasil angeflogen. Im Januar 1968 nahm Varig (Viação Aérea Rio-Grandense) dort ebenfalls mit einer Douglas DC-3 den Betrieb mit einer Frequenz von zwei wöchentlichen Flügen auf. Ende der 1960er Jahre durchgeführte Studien zeigten die Notwendigkeit, einen neuen Flughafen zu bauen, der moderne Flugzeuge abfertigen kann und über bessere Infrastrukturbedingungen verfügt. Als Standort wurde ein Gebiet ausgewählt, das 5 Kilometer vom Stadtzentrum entfernt liegt.
Die Arbeiten an einem neuen Flughafen wurden am 25. Mai 1973 abgeschlossen. Am 3. Oktober 1980 kam der Flughafen unter die technische, administrative und betriebliche Zuständigkeit von Infraero.
Der offizielle Name – Flughafen Imperatriz – Bürgermeister Renato Moreira wurde 2003 zu Ehren eines Lokalpolitikers verliehen, der in seiner zweiten Amtszeit als Rathaus an einem Obststand auf einem Straßenmarkt getötet wurde.
Beginnend 2011, mit Fertigstellung im Jahr 2012, wurde das Passagierterminal umfassend renoviert und erweitert, wodurch seine Fläche von 1118 auf 2164 m² vergrößert wurde.
Nach der 6. Runde im Jahr 2021 der Flughafenkonzessionen wurde CCR der Gewinner der Süd- und Zentralblöcke und erhielt diese für den Flughafen Imperatriz. Betriebsaufnahme durch die CCR-Gruppe erfolgte im Jahr 2022.

## Flugbetrieb
Im Jahr 2022 wurden 166.075 Passagiere transportiert. Es wurden 3.076 nationale und 4 internationale Flugbewegungen durchgeführt.
Azul Linhas Aéreas ist die wichtigste Fluggesellschaften, ⁣⁣die den Flughafen bedient.